# Zalmoxes
Zalmoxes és un gènere de dinosaure herbívor que va viure al Cretaci superior. Està classificat com un iguanodont Rabdodòntid. L'espècie tipus és el Z. robustus; i l'altre es coneix com a Z. shqiperorum. Ambdues espècies foren trobades a Romania. El Z. robustus era més petit, de 2 a 3 m d'alçada, mentre que el Z. shqiperorum media 4,5 m. A Àustria es va trobar material addicional, anomenat originàriament Mochlodon suessi.

## Galeria

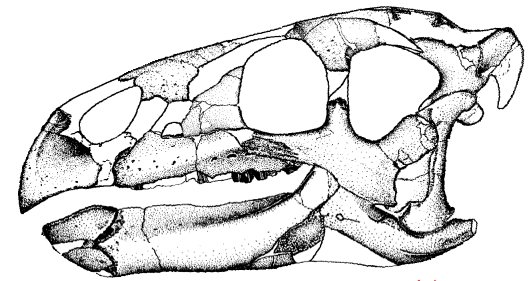
Crani de zalmoxes.
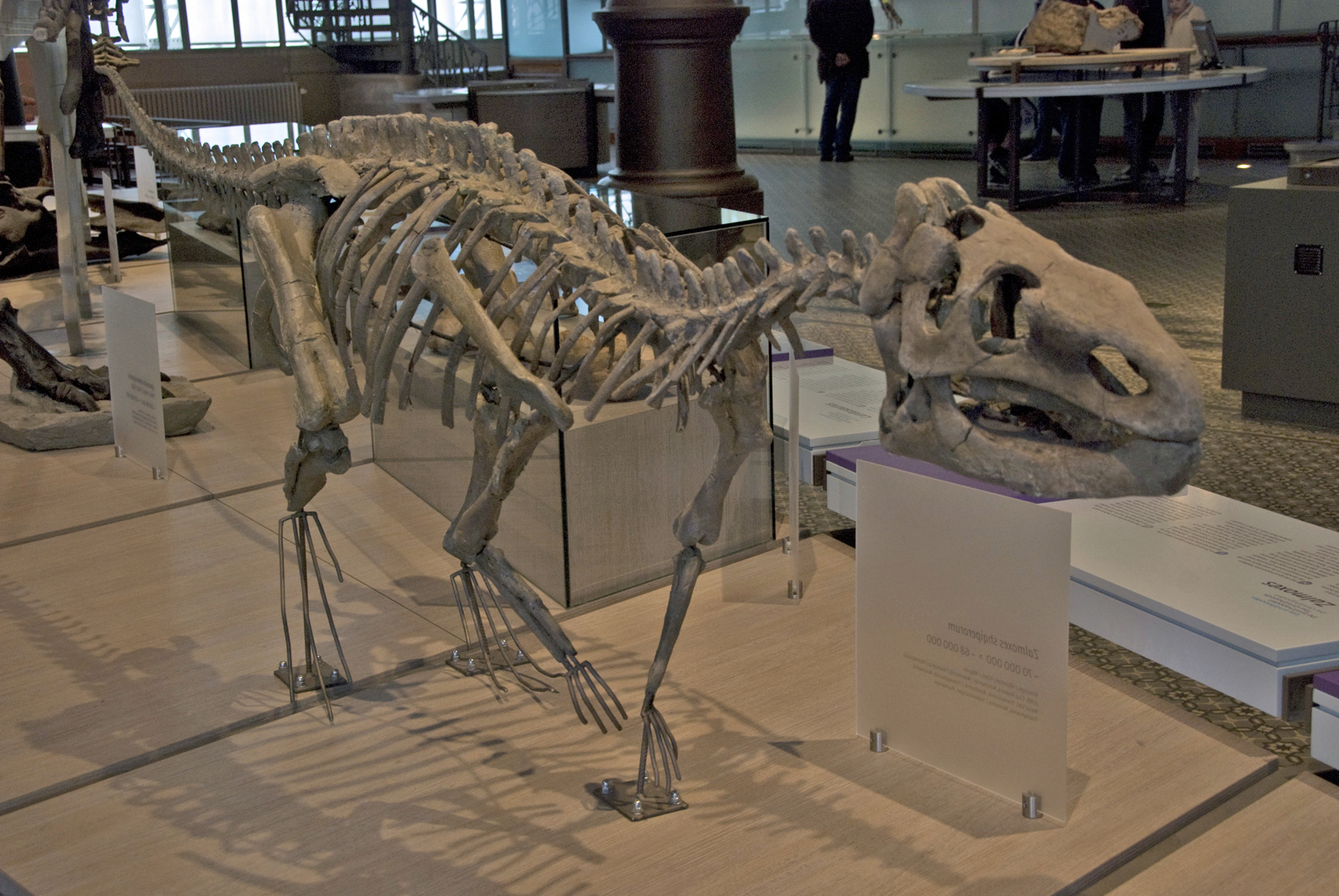
Rèplica de zalmoxes shqiperorum a Brussel·les